# بيتر زيل
بيتر زيل (بالروسية: Зыль, Пётр Владимирович)‏ هو لاعب كرة قدم بيلاروسي في مركز الدفاع، ولد في 7 أبريل 1994 في مينسك في بيلاروس. لعب مع دينامو مينسك.

## وصلات خارجية
- بيتر زيل على موقع قاعدة بيانات كرة القدم.إي يو (الإنجليزية)
- بيتر زيل على موقع Soccerway.com (الإنجليزية)